# Sphecodes townesi
Sphecodes townesi är en biart som beskrevs av Mitchell 1956. Sphecodes townesi ingår i släktet blodbin, och familjen vägbin. Inga underarter finns listade i Catalogue of Life.